# Roma Masters
De Roma Masters was een golftoernooi van de Europese PGA Tour.
De Roma Masters werd in 1992 en 1993 gespeeld, beide keren op de Castelgandolfo Country Club ten zuiden van Rome. De eerste editie werd gewonnen door José Maria Cañizares na play-off tegen Barry Lane. De tweede editie werd door de bijna twintig jaar jongere Jean van de Velde gewonnen na play-off tegen Greg Turner. Het was zijn eerste overwinning op de Tour. Het prijzengeld was in dat jaar gestegen van ruim € 320.000 naar bijna € 425.000, hetgeen voor de winnaar € 17.500 uitmaakte.

## Winnaars
- 1992:  José Maria Cañizares (-2)
- 1993:  Jean van de Velde (-7)